# حزب کمونیست هندوراس
حزب کمونیست هندوراس (به اسپانیایی: Partido Comunista de Honduras) از احزاب کمونیست این کشور بود. این حزب در ۱۰ اکتبر ۱۹۵۴ تأسیس شد اما ریشه‌های آن به گذشته‌تر و به حزب دموکرات انقلابی هندوراس برمی‌گشت.
با این‌که فعالیت این حزب غیرقانونی بود اما حضوری قوی در جنبش اتحادیه‌ای و برای مثال بین کشاورزان موز داشت.
در ۱۹۹۰ این حزب منحل شد و بعضی اعضای آن به حزب بازسازی میهنی پیوستند.